# Brachystelma pachypodium
Brachystelma pachypodium är en oleanderväxtart som beskrevs av Robert Allen Dyer. Brachystelma pachypodium ingår i släktet Brachystelma och familjen oleanderväxter. Inga underarter finns listade i Catalogue of Life.